# Iffwil
Iffwil – gmina (niem. Einwohnergemeinde) w Szwajcarii, w kantonie Berno, w regionie administracyjnym Bern-Mittelland, w okręgu Bern-Mittelland.
Gmina po raz pierwszy została wspomniana w dokumentach w 1148 roku jako Iffenwilere.

## Demografia
W Iffwil 31 grudnia 2020 roku mieszkało 428 osób. W 2020 roku 8,2% populacji gminy stanowiły osoby urodzone poza Szwajcarią.
W 2000 roku 98,1% populacji mówiło w języku niemieckim, 0,5% w języku francuskim, a 0,2% w języku hiszpańskim.

Zmiany w liczbie ludności są przedstawione na poniższym wykresie: